# Mistrovství světa v zápasu řecko-římském 2019
Mistrovství světa v zápasu řecko-římském za rok 2019 proběhlo v Barys Areně v Astaně, Kazachstán ve dnech 14.-17. září 2019. Turnaj mistrovství světa byl zároveň první fází olympijské kvalifikace pro olympijské hry v Tokiu v roce 2020.

## Česká stopa
- -67 kg - Matouš Morbitzer
- -77 kg - Oldřich Varga
- -82 kg - Petr Novák
- -97 kg - Artur Omarov
- -130 kg - Štěpán David

## Program

### Vyřazovací boje
- SO – 14.09.2019 – −55 kg, −63 kg, −72 kg, −82 kg
- NE – 15.09.2019 – −67 kg, −87 kg, −97 kg
- PO – 16.09.2019 – −60 kg, −77 kg, −130 kg

### Boje o medaile
- NE – 15.09.2019 – −55 kg, −63 kg, −72 kg, −82 kg
- PO – 16.09.2019 – −67 kg, −87 kg, −97 kg
- ÚT – 17.09.2019 – −60 kg, −77 kg, −130 kg

## Výsledky
| Kategorie | Podrobně | Zlato                   | Stříbro                | Bronz                    | Bronz                        |
| --------- | -------- | ----------------------- | ---------------------- | ------------------------ | ---------------------------- |
| −55 kg    |          | Nugzar Curcumija (GEO)  | Korlan Džankaša (KAZ)  | Eldaniz Azizli (AZE)     | Šota Ogawa (JPN)             |
| −60 kg    |          | Ken'ičiró Fumita (JPN)  | Sergej Jemelin (RUS)   | Mirambek Ajnagulov (KAZ) | Alírezá Nedžátí (IRI)        |
| −63 kg    |          | Šinobu Óta (JPN)        | Stěpan Marjanjan (RUS) | Slavik Galstjan (ARM)    | Almat Kebispajev (KAZ)       |
| −67 kg    |          | Ismael Borrero (CUB)    | Arťom Surkov (RUS)     | Frank Stäbler (GER)      | Mate Nemeš (SRB)             |
| −72 kg    |          | Abujazid Mancigov (RUS) | Aram Vardanjan (UZB)   | Ajik Mnacakanjan (BUL)   | Bálint Korpási (HUN)         |
| −77 kg    |          | Tamás Lőrincz (HUN)     | Alex Kessidis (SWE)    | Alí Geráí (IRI)          | Jalgasboy Berdimuratov (UZB) |
| −82 kg    |          | Laša Gobadze (GEO)      | Rafig Husejnov (AZE)   | Čchien Chaj-tchao (CHN)  | Saíd Abdeválí (IRI)          |
| −87 kg    |          | Žan Beleňuk (UKR)       | Viktor Lőrincz (HUN)   | Rustam Assakalov (UZB)   | Denis Kudla (GER)            |
| −97 kg    |          | Musa Jovlojev (RUS)     | Artur Aleksanjan (ARM) | Micheil Kadžaija (SRB)   | Cenk İldem (TUR)             |
| −130 kg   |          | Rıza Kaya'alp (TUR)     | Óscar Pino (CUB)       | Heiki Nabi (EST)         | Ijakob Kadžaija (GEO)        |

## Olympijská kvalifikace
podrobně zde
Mistrovstvím světa v Nursultanu byla započata 1. fáze kvalifikace na olympijské hry v Tokiu v roce 2020. Klasici, kteří se utkali o medaile v olympijských váhových kategoriích zároveň získali pro svou zemi olympijskou účastnickou kvótu.
|    | −60 kg     | −67 kg  | −77 kg     | −87 kg     | −97 kg  | −130 kg  |
| -- | ---------- | ------- | ---------- | ---------- | ------- | -------- |
| 1. | Japonsko   | Kuba    | Maďarsko   | Ukrajina   | Rusko   | Turecko  |
| 2. | Rusko      | Rusko   | Švédsko    | Maďarsko   | Arménie | Kuba     |
| 3. | Kazachstán | Srbsko  | Írán       | Německo    | Srbsko  | Estonsko |
| 3. | Írán       | Německo | Uzbekistán | Uzbekistán | Turecko | Gruzie   |
| 5. | Ukrajina   | Dánsko  | Arménie    | Bělorusko  | Polsko  | Írán     |
| 5. | Uzbekistán | Egypt   | Kazachstán | Kyrgyzstán | Gruzie  | Německo  |